# سیارک ۲۱۶۴
سیارک ۲۱۶۴ (به انگلیسی: 2164 Lyalya، نامگذاری:1972RM2) دو هزار و صد و شصت و چهارمین سیارک کشف شده‌است که در ۱۱ سپتامبر ۱۹۷۲ کشف شد.
قدر مطلق سیارک برابر ۱۱٫۸۰ است.